# Арбана, Севим
Севим Арбана (алб. Sevim Arbana; род. 1951) — албанская активистка за права женщин и основательница общественной организации «Useful to Albanian Women» и «Women Bridge for Peace and Understanding».

## Биография
Севим Арбана родилась в 1951 году. Её отец был членом Армии освобождения Албании и сражался против немцев во Второй мировой войне. После войны он присоединился к антикоммунистической Партии легальности, где был объявлен врагом государства и заключен в тюрьму на 10 лет во время правления Энвера Ходжи. Из-за убеждений её отца семья Севим подвергалась преследованиям со стороны албанского правительства, что привело к трудностям в завершении её образования в Школе искусств в Тиране.
В 1991 году Арбана была арестована сербской милицией на форуме в Косово, протестуя против недостатка финансирования, которое получали её организации по правам женщин. Кроме того, Севим ранее работала с нынешним мэром Тираны Эрьоном Велиай во время его пребывания в движении MJAFT!. После его избрания во власть они прекратили совместную работу, и Арбана критиковала его за отсутствие поддержки её прав женщин. В 1997 году она была избрана президентом первой зонтичной общественной организации в Албании, Форума некоммерческой организации.
В 2005 году Севим Арбана была номинирована на Нобелевскую премию мира в рамках проекта «1000 женщин мира». В 2019 году она была номинирована на премию Global Woman Award в категории «Лидерство».
Она является редактором издательства Наим Фрашери.

## Адвокация
В 1993 году, после распада СССР и Народной Социалистической Республики Албании, Арбана основала общественной организации «Useful to Albanian Women», первый женский клуб в Албании, и балканскую миротворческую организацию «Women Bridge for Peace and Understanding». Арбану описывают как «первую активистку после падения коммунизма». Создание этих организаций было вызвано её участием в «Клубе Александра», первом женском клубе в мире. Через эти организации Арбана основала реабилитационные центры, проводила кампании против торговли людьми и оказывала помощь жертвам бездомности и домашнего насилия.

### Центр «Useful to Albanian Women»
Центр «Useful to Albanian Women» — албанская организация, созданная для оказания помощи женщинам, ставшим жертвами домашнего или сексуального насилия, брошенных или оказавшихся в трудной экономической ситуации. Этот центр также привлёк внимание к уровню домашнего насилия в Албании и экономическим трудностям, с которыми сталкиваются женщины, спасающиеся от насилия. Центр также служил реабилитационным центром для бездомных детей, оказывал помощь матерям-подросткам в цыганской общине и помогал жертвам кровной мести. По оценкам, через этот центр Арбана обучила и помогла трудоустроить более 7000 албанских беспризорных детей.
Во время Косовской войны центр использовался для размещения и оказания помощи более 3800 косовским и албанским беженцам.

### Критика Эди Рамы
После предполагаемого инцидента, когда Эди Рама, премьер-министр Албании, «ущипнул» одного из министров своего кабинета, Севим Арбана рассказала об этом инциденте в новостной программе «A-Show». Предполагаемое событие произошло в 2013 году, а Арбана прокомментировала его в 2019 году. После её комментария Энкелейда Мча, генеральный прокурор Албании, подала иск на 1 миллион албанских лек против Арбаны за клевету. Этот иск входит в число 35 других исков о клевете, которые подверглись критике как «способ заставить критиков замолчать».